# 東京都政策企画局
東京都政策企画局（とうきょうとせいさくきかくきょく、英称：Office of the Governor for Policy Planning）は、東京都組織条例により東京都に置かれる知事部局の一つ。
総務局や財務局と並ぶ官房系の局で、筆頭局でもある。
2014年7月16日に、知事本局を引き継ぐ形で発足した。

## 分掌事務
- 東京都組織条例における分掌事務

1. 都の行財政の基本的な計画及び総合調整に関すること。
2. 知事の特命に係る重要な施策の企画及び立案に関すること。
3. 都市外交、広報及び広聴並びに報道に関すること。

- 具体的な事務事業[1]

1. 基本的な構想、総合的な長期計画の策定等
2. 政策の企画・立案
3. 国や各道府県市等との連携・調整
4. 首都移転問題等への対応
5. 国際戦略の推進
6. 戦略的な広報展開の推進
7. 都政報道及び報道機関との連絡
8. 秘書事務等
9. 都庁マネジメント本部・庁議の運営等

## 組織
2024年4月1日現在
- 総務部
  - 総務課
  - 企画計理課
  - 秘書課
  - 管理課
- 政策部
  - 政策調査課
  - 渉外課
- 戦略広報部
  - 企画調整課
  - 戦略広報課
  - 報道課
- 計画調整部
  - 計画調整課
  - プロジェクト推進課
- 外務部
  - 管理課
  - 企画課
  - 事業課

なお、子供政策連携室が組織図上は政策企画局内に設置されているが、東京都組織規程上、同室は各局とともに列記され、局相当の組織として予算や人事などの総務機能は独立して存在しているため、実質的には政策企画局とは別組織となっている。職員の政策企画局・同室間の異動も局間異動として扱われる。